# Champs de bataille (magazine)
 (octobre 2010).
Si vous disposez d'ouvrages ou d'articles de référence ou si vous connaissez des sites web de qualité traitant du thème abordé ici, merci de compléter l'article en donnant les références utiles à sa vérifiabilité et en les liant à la section « Notes et références ».
Pour les articles homonymes, voir Champs de Bataille.
Champs de bataille est un magazine français consacré entièrement à l’histoire militaire de l’Antiquité à nos jours. Le magazine est la propriété de la société Conflits & Stratégie  (ISSN 1767-8765). Il cesse de paraître en 2016 et la société éditrice elle-même disparait en 2018.

## Caractéristiques du magazine
Ce magazine bimensuel distribué en kiosque est vendu à 20 000 exemplaires en France et dans plusieurs autres pays (Belgique, Suisse, Portugal, Canada, etc.).
Le no 1 a été publié en avril 2004. La formule trimestrielle, mise en place à partir du no 10, comporte pour chaque numéro cinq ou six grands articles avec des analyses. Outre les photographies, il est illustré d'une quarantaine de cartes, schémas, ordre de bataille et profils en couleurs originaux.
Le directeur de publication et le rédacteur en chef du magazine est Jean-Philippe Liardet.